# Faiditus altus
Faiditus altus là một loài nhện trong họ Theridiidae.
Loài này thuộc chi Faiditus. Faiditus altus được Eugen von Keyserling miêu tả năm 1891.